# Гусары
Гуса́ры (венг. huszár) — легковооружённые всадники XV—XX веков (наряду с уланами), отличающиеся характерной одеждой: кивер (высокая цилиндрическая шапка с козырьком), ментик (меховая накидка), доломан (короткий мундир), рейтузы, сапоги.
В XV—XVII веках гусары носили лёгкие доспехи, включая и неполные латы.

## История
Гусары появились в Венгрии при короле Матьяше Корвине, который в 1458 году приказал для защиты от турок образовать особое ополчение, входившее в его чёрную армию (Венгрия). Дворяне должны были выставить, по одной версии, по одному вооружённому всаднику на каждые 20 боеспособных холопов, по другой — по одному вооружённому всаднику на каждые 20 дворов. О происхождении слова «гусар» в венгерском языке существуют разные мнения — многие учёные считают, что слово восходит к лат. cursus — набег, и таким образом родственно слову корсар. По другой версии, huszár от венг. húsz «двадцать», потому что по венгерским законам из двадцати новобранцев один должен был стать кавалеристом. Есть также версия, согласно которой венг. húsz «двадцать» означает численность наименьшего кавалерийского подразделения в венгерской армии, а венг. -ár является лишь суффиксом. В то же время критики версий, связанных со словом «двадцать», отмечают, что в Венгрии часто использовались словосочетания со словами «десятина» и «тридцатый», но словосочетаний со словом «двадцатый» не было.

### Ранние гусары
Самым заметным отличием ранних гусар от классических, которое сразу бросалось в глаза даже издали, было то, что их снаряжение включало щит особой формы (венгерский тарч) и кавалерийскую пику, а также открытый шлем. Кроме того, ранние венгерские гусары были по традиции вооружены композитными луками. Однако у ранних польских гусар, вооружённых на венгерский манер, лук, как правило, отсутствовал (позднее лук у польских гусар всё же появился, но уже как парадное оружие).
Помимо щита и шлема часто носились и доспехи, обычно кольчуга, но мог быть и бехтерец (кольчуга с вплетёнными металлическими пластинами) или иной доспех.
Что касается вооружения, то помимо популярной у классических гусар венгерской сабли, в качестве дополнительного вооружения мог наличествовать и меч кончар (позднее ставший у крылатых гусар характерной частью снаряжения). Тонкий и длинный, но очень прочный и острый кончар, не только с относительной лёгкостью пробивал кольчугу, но и в случае столкновения с противником, одетым в латы, мог использоваться для уколов в уязвимые места — в щели между крупными и толстыми пластинами, либо для силового пробития мест, защищённых относительно мелкими и тонкими пластинами (обычно такими пластинами у дорогих лат прикрывались те же щели, остававшиеся открытыми у дешёвых). Помимо бронебойных функций, кончар также мог использоваться при необходимости в качестве эрзац-копья для нанесения таранного удара на скаку, а также для добивания упавших противников на земле.
Огнестрельное оружие изначально отсутствовало, более того, на момент появления первых гусар (1458 год — «эпоха готических рыцарей»), ещё не было ни пистолетов, ни карабинов, ни мушкетонов, а уже появившиеся аркебузы были всё ещё слишком громоздки и неудобны для использования кавалерией, не говоря уже о более громоздких ручницах. Однако позднее, уже в XVI веке, с появлением колесцовых пистолетов, изобретённых Леонардо да Винчи, пистолеты стали постепенно распространяться и среди богатых гусар (бедные поначалу часто не могли себе их позволить).
- Ранние литовские гусары в битве под Оршей (1514 год) большая часть гусар носит немного похожие на кивер шляпы с пером на лбу; некоторые гусары вооружены луками
- Ранний гусар времён битвы под Оршей
- Ранний венгерский гусар (1550 год)
- Ранний польский гусар 1577 года
(возможно пахолик — обедневший шляхтич, чьё вооружение и конь принадлежат богатому шляхтичу — тоже гусару, именуемому товарищ),
 вооружённый на венгерский манер — пол. pancerz, przyłbica, tarcza, drzewo (кольчуга, шлем, щит, копьё)
- Шлем и щит венгерского гусара, аналогичные щиты (именуемые венгерскими) использовались польскими гусарами; такой щит при хорошем обзоре обеспечивает защиту шеи от сабельного удара
- Кольчужный доспех
 · был обычным доспехом венгерских гусар
 · до реформы Стефана Батория, носился в Польше бедными гусарами
 · позднее подобные доспехи носились панцирными казаками
- Бехтерец — кольчужно-пластинчатый доспех имевший хождение среди гусар
 ·  при реформе Стефана Батория был заменён в Польше на латную кирасу, продолжая встречаться в Венгрии

Начиная с 1500 года) гусары появились и в Польше, изначально в качестве наёмников из Сербии, называемых страдиотами, которые были, по меркам того времени, практически бездоспешными и полагались на большой асимметричный щит, называемый в Польше «венгерским» или «албанским», в Турции «румелийским» (то есть «балканским»), а в Италии «боснийским». Но вскоре появились также и сами венгры, а затем и гусары из числа поляков и литвинов, вооружённые на венгерский манер — пол. pancerz, przyłbica, tarcza, drzewo (кольчуга, шлем, щит, копьё). В отличие от крылатых гусар, ранние гусары не были в армии Польши основной ударной силой, чью роль тогда по традиции продолжали играть рыцари. Тем не менее, гусары принимали участие в рыцарской атаке, так как и они, и конные стрельцы с арбалетами входили в отряды рыцарей, а в отрядах лёгкой конницы имелось небольшое число рыцарей.
Так как в традициях того времени оружие и доспехи закупались в частном порядке, то помимо гусар, облачённых в обычную кольчугу, часть гусар Речи Посполитой были облачены в западные, а часть — в восточные разновидности кольчужных доспехов (байдану и бехтерец), часть же — в разнообразную смесь восточных и западных доспехов. Разнобой этот усиливался и тем, что гусары в Речи Посполитой делились на товарищей и пахоликов; каждый товарищ, вступая на службу, приводил с собой несколько пахоликов (обычно от двух до семи) из числа обедневших шляхтичей, составлявших его свиту-по́чет (пол. poczet, буквально «почёт, расчёт»), за которых он получал жалование и которых вооружал за свой счёт. Поскольку жалование товарища зависело от количества пахоликов в его почете, это нередко приводило к тому, что товарищ старался привести как можно больше пахоликов, даже если ради этого пришлось бы сэкономить на доспехах и снаряжении для них.
Что касается венгерских щитов, то, если в начале XVI века их нередко расписывали рисунком в виде стилизованных перьев, то во второй половине XVI века стало популярным крепить на щите настоящие перья, придавая щиту облик птичьего крыла.
Основной тактической единицей польской гусарии XVI века была хоругвь. Она насчитывала 100—200 всадников и подразделялась на по́четы. Помимо короля, собственные роты гусар имели и магнаты. К 30 годам XVI века гусары стали составлять ~56 % польской конницы (конные стрельцы ~27.5 % и ~16 % так называемые копийники, являвшиеся рыцарской конницей). Гусарская хоругвь набиралась путём товарищеского почета. Будущий командир хоругви — ротмистр — получал от короля грамоту, согласно которой набирал рыцарей-шляхтичей, каждый из которых приводил с собой по́четы — несколько вооружённых людей (пахоликов из числа дворовых слуг или обедневшей шляхты). Набор происходил в двухмесячный срок со дня выдачи грамоты и проводился исключительно на добровольной основе. Добровольность касалась не только товарищей, но и пахоликов, так как именно от них в бою зависела жизнь товарища.
После поражения Венгерского королевства в битве при Мохаче, южная часть Венгрии попала под власть Османской Турции, северная — под власть Священной Римской империи. В результате обе империи получили в своё распоряжение венгерских гусар, воевавших как на стороне австрийцев, так и турок.
Бо́льшую часть XVI века и венгерские, и польские гусары были очень похожи, но затем, к концу века, их развитие резко разошлось: в то время как в Польше они начали тяжелеть и облачаться в латы, в Венгрии они напротив — стали становиться легче, теряя доспехи. Так, например, уже во второй половине XVI века среди польских гусар, помимо традиционной для ранних гусар кольчуги, начала получать заметное распространение «полукираса», то есть латный нагрудник.

### Крылатые гусары
Пришедший к власти в 1576 году король Польский и великий князь Литовский Стефан Баторий провёл реформу армии, в ходе которой венгерские щиты были повсеместно заменены на латную кирасу, обязательной стала полная защита рук (изначально из кольчужных рукавов) и наличие пистолетов (в случае пахоликов, опять же, часто один обязательный пистолет вместо пары пистолетов, часто встречавшихся у товарищей). При этом кавалерия, одетая в кольчуги, в Речи Посполитой не исчезла, но больше не относилась к гусарам и именовалась «панцерной» (пол. chorągiew pancerna: пол. towarzysz pancerny, пол. pocztowy pancerny и пол. kozak pancerny), которая имела сходное с гусарами вооружение, с той разницей, что помимо венгерского тарча, ранее популярного у гусар, в качестве щита у панцерных мог использоваться и восточный калкан.
Целью этой реформы явилось формирование постоянной профессиональной королевской армии — «кварцяного» (дословно четвертного) войска, состоявшего из наёмников, с целью заменить ею феодальное ополчение — посполитое рушение. А утяжеление гусар производилось с целью эффективной передачи роли тяжеловооружённых копейничьих хоругвей — гусарским хоругвям, а роли легковооружённых стрелецких хоругвей — панцерным и казачьим хоругвям. Помимо утяжеления гусарии, в результате реформы также утвердились и повышенные требования к гусарским коням. Помимо вооружения, доспехов и экипировки реформа коснулась и состава гусарских рот — ранее хоругвь считалась гусарской, если в ней собственно гусары составляли большинство, а остальные всадники могли и не являться гусарами. В ходе реформы подобные хоругви выделялись в отдельный список и получали прежнее жалование в 15 злотых, выплачиваемых товарищу за его почетов, в то время как в хоругвях, полностью состоящих из гусар (не считая слуг) и экипированных согласно новым требованиям, подобное жалование стало составлять 18 злотых. Однако быстро перевооружить и одоспешить все роты гусар в соответствии с новыми требованиями, образцом для которых послужила королевская рота, сразу не получилось, и потому процесс реформирования гусарии несколько затянулся, завершившись к 1598 году.
Польские и литовские (а также словацкая, татарская, белорусская и украинская шляхта) гусары XVI—XVII века, одетые в неполные латы с крыльями за спиной, назывались Крылатыми Гусарами. Перья, изначально крепившиеся на щите (а ранее на щите просто рисовавшиеся) и успевшие к тому времени стать непременным атрибутом гусарства, превратились в самостоятельное украшение в виде крыла, которое в раннем варианте просто держали в руке на манер щита. Вскоре из соображений практичности это крыло стали крепить к седлу с левого бока, так чтобы не мешать пике, а затем седло обзавелось и правым крылом. В Литве же был популярен вариант с огромным крылом, крепившийся к седлу слева и доходившим до пятки всадника. Что касается истоков происхождения подобного украшения, то вероятно оно происходит из Сербии, так как его наличие отмечено у сербских наёмников (включая и тех, кто находился на службе у Османской Империи в качестве делилер, изначально состоявших большей частью из сербов, хорватов и босняков). По образцу дели в Речи Посполитой была создана аналогичная кавалерия — элеары, также носившие крылья. Причём нередко отряд элеаров в 100 человек формировался ad hoc прямо на месте — по четыре человека от каждой роты гусар. А затем этот отряд использовался как в качестве разведчиков, так и в роли застрельщиков во время битвы, ведя стрельбу из огнестрельного оружия. Помимо гусар и элеаров в армии Речи Посполитой крылья были замечены и у уланов (состоявших тогда из крымскотатарских наёмников и призывников), а также у лисовчиков.
Помимо крыльев, атрибутами гусар были и звериные шкуры. Атрибутом товарищей являлись леопардовые шкуры (это могла быть и шкура другого животного, раскрашенная «под леопарда»). Пахолики использовали шкуры попроще — волчьи и рысьи.
Парадная форма русских гусар XVII века из допетровских полков иноземного строя (подробнее см. ниже раздел Гусары в России) также включала крылья. Свидетели парада Государева полка 18 мая 1654 года так описывали русских гусар: «Полковник Рыльский вёл тысячу гусар, обмундированных по польскому образцу, с барабанами и свирелями. У его лошади были: на голове султан, на спине крылья и дорогой, шитый золотом, чепрак».
- Минимально обязательный комплект доспехов: шлем и кираса, дополнявшиеся какой-нибудь защитой рук — кольчужными рукавами, или наручами, или латными перчатками
- Классический латный гусарский доспех, носившийся большинством гусар
- Гусарский доспех в 3/4, то есть имеющий защиту бёдер и коленей, чаще всего носился товарищами
- Гусарский доспех в сарматском стиле, т. н. «корацинный», стилизованный под доспех сарматского катафрактия.
- Оружие и снаряжение гусар Речи Посполитой
- Крепление крыльев к седлу
- Крепление крыльев к доспеху
- Польско-литовский гусар без доспехов. 1577
 Судя по цвету одежды и шапке с павлиньим пером и драгоценным камнем — это не бездоспешный пахолик, а товарищ, снявший доспехи
- Польско-литовский гусар (времён кровавого потопа) без крыльев и накидки из звериной шкуры.

Крылатые гусары продолжали считаться лёгкой кавалерией из-за упомянутых особенностей комплектования: несмотря на полные доспехи тяжёлых гусар, сравнимые по тяжести с кирасирскими (латный доспех в 3/4), основная масса гусар (примерно от 70 % и больше) была существенно легче наёмных кирасиров из «иноземного авторамента» (то есть иноземных наёмников) Речи Посполитой. При этом даже лёгкие гусары, благодаря обязательному наличию кирасы, были тяжелее не только казаков и татар, но и большинства венгерских гусар. В дополнение к сабле, в качестве оружия ближнего боя, иногда носился клевец либо шестопёр
Несмотря на то, что к тому времени во многих европейских странах копьё уступило своё место пистолетам (вплоть до того рейтар мог носить пять пистолетов), основным оружием гусар по-прежнему оставалось копьё, которое, удлинившись, стало достигать длины 5 метров. В случае поломки копья в качестве его заменителя мог использоваться кончар, чья длина в польском варианте достигала 170 сантиметров, возимый у седла слева. В качестве альтернативы вместо кончара (но не вместо сабли) мог носиться палаш (длиной в 90-100 сантиметров), носившийся не на поясе как сабля, а пристёгнутым на месте кончара к седлу слева. Надо также заметить, что длинный и узкий кончар делали из особо прочной стали, отчего он стоил очень дорого, что объясняет то, что палаш встречался у гусар заметно чаще, чем кончар.
К середине XVII века среди гусар получили распространение карабины и мушкетоны, носившиеся в специальной кобуре возле седла. Тем не менее, кавалерийские пики не вышли из употребления, а продолжали активно использоваться. К этому же времени гусарские доспехи (за исключением всё ещё пристёгивавшихся к седлу крыльев) приобрели классический вид, и стали состоять из характерного вида сегментной кирасы с наплечниками, носимой с на́ручами, у товарищей ещё и дополняемой набедренниками с наколенниками (позднее, во времена Яна Собеского уцелевшие доспехи, в соответствии с модой, дооснастили креплениями для крыльев за спиной).
Что касается тактики, то в Речи Посполитой численность кавалерии превышала численность пехоты, и гусария играла в бою главную роль. Более того, даже вооружение пехоты было рассчитано на то, чтобы помочь гусарии нанести свой удар, для чего, в отличие от европейских армий той эпохи с пикинёрами, мушкетёрам и кавалерией, пехота Речи Посполитой, до войн со Швецией, практически не имела пикинёров, так как её главной задачей было расстроить своей стрельбой строй противника перед атакой гусарии (похожая ситуация была и в Российском Царстве и Османской Империи, где в пехоте тоже преобладали стрелки с огнестрелом — стрельцы и янычары). И даже иностранным наёмникам вместо пик выдавали огнестрельное оружие. И если в остальных европейских армиях стрелков от вражеской кавалерии защищали пикинёры, то в Речи Посполитой атаку вражеской кавалерии отбивали отнюдь не пикинёрами, а своей кавалерией.
Перед очередной войной 1626—1629 годов шведский король Густав II Адольф реформировал свою армию, также увеличив процент огнестрельного оружия в пехоте, отражая атаки гусарии залпом из мушкетов (пикинёров, расстроенных обстрелом, гусария громила). А король польский и великий князь литовский Владислав IV Ваза отреагировал тем, что перешёл к активному найму немецких наёмников, включая и ранее практически отсутствовавших в армии пикинёров, увеличивая роль пехоты в битве. В результате получился пат, закончившийся перемирием на четверть века. В дальнейшем процент конницы в армии Речи Посполитой, колебался от ~40 % до ~75 % конницы.
После середины XVII века, в результате восстания на Украине, экономика Польского королевства оказалась подорванной — в результате многие пахолики, в силу своей бедности прославившиеся мародёрством, были вынуждены воевать без доспехов, а затянувшаяся череда войн, именуемая «кровавый потоп», привела и к облегчению доспехов товарищей. Столь популярные ранее крылья почти вышли из употребления в Польском королевстве, продолжая использоваться в Великом княжестве Литовском. 
После прихода к власти гетмана, а затем и короля и великого князя Литовского Яна Собеского, произошло возрождение польских гусар, и пахолики вновь оделись в латы, а крылья, приобретя классический вид, стали крепиться в Польше уже не к седлу, а к доспеху. В то время как в Литве продолжали следовать традиции крепить крыло к седлу. Модная в то время теория сарматизма (о сарматском происхождении шляхты) привела к распространению среди богатых шляхтичей «сарматских» доспехов из чешуи, а лук и стрелы стали очень популярным парадным оружием.

### Классические гусары
После поражения в битве при Мохаче, часть Венгрии отошла Священной Римской империи, получившей возможность призывать на службу венгерских гусар.
В 1683 году случилось два важных события, связанных с гусарами. Первое — Австрия подверглась опустошительному набегу венгерских гусар под предводительством союзника Османской империи — графа Имре Тёкёли, второе — участие польских гусар под предводительством короля Яна Собесского в битве под Веной, в качестве союзника Священной Римской империи, в которой гусары нанесли сокрушительный удар, обеспечивший победу.
В 1686 году император Леопольд I начал реорганизацию армии Священной Римской империи, в ходе которой в 1688 году на смену традиционному гусарскому ополчению численностью около трёх тысяч гусар из Венгрии и Хорватии пришёл регулярный гусарский полк из тысячи человек, отобранных графом Адамом Чобором (венг. Adam Czobor).
Затем регулярный гусарский полк появился и во Франции, который начал формироваться в 1691, был сформирован к 1692 году и состоял большей частью из венгров под командованием немецкого барона. (Не считая иррегулярных венгерских наёмников на службе Франции времён 30-летней войны.) Что показательно, и впоследствии во французских гусарских полках команды отдавались на немецком языке, а рядовые должны были владеть венгерским (которому специально обучали, если рядовой не являлся венгром и венгерским не владел).
Хоть Пруссия ранее и входила в Речь Посполитую, первый регулярный гусарский полк был в ней создан в 1721 году на основе не польских, а венгерских гусар, в результате поражения антиавстрийского восстания Ракоци в Венгрии, однако, набранный большей частью из немцев. Из-за отсутствия среди прусских немцев так называемых «природных всадников», гусары королевства Пруссия в среднем заметно уступали в индивидуальной подготовке гусарам Рейха, набиравшимся не только из австрийских немцев, но и из настоящих мадьяр. Как следствие прусские гусары прославились на поле битвы, где многое решают умение держать строй и дисциплина, однако вне крупного полевого сражения при неожиданных стычках лёгкой кавалерии друг с другом,, где требовалось индивидуальное мастерство всадника, прусаки нередко проигрывали как австро-венгерской, так и русской лёгкой кавалерии. При вступлении на престол Фридриха Великого Пруссия имела 2 гусарских полка — «прусский» и «берлинский» (он же «королевский») под командованием «отца прусских гусар» Ганса Иоахима фон Цитена, а в конце его царствования — 10, включая боснийский корпус. Особую славу в армии Фридриха получили нем. Totenkopfhusaren «Гусары Мёртвой Головы» или «Черепные Гусары» Вильгельма Себастьяна фон Беллинга, одетые во всё чёрное и носившие вместо кивера мирлитон (высокую шапку в виде усечённого конуса) с мёртвой головой нем. Totenkopf. Позднее, уже во время наполеоновских войн, похожую форму, но уже с кивером вместо мирлитона, носили гусары чёрного корпуса, созданного «чёрным герцогом» Фридрихом Вильгельмом фон Брауншвейг-Вольфенбюттелем после поражения Пруссии от Наполеона. Особенностью вооружения прусских гусар было то, что пара полков (один из них до 1742 года) помимо обычного для классических гусар оружия была вооружена кавалерийскими пиками, подобно уланам.
В Англии датой создания первого гусарского полка считается 1806 год, причём в отличие от Пруссии и Франции, нанимавших настоящих венгров, Британия так именовала лёгких драгун вооружённых саблями на гусарский манер. Во время якобитского восстания 1745 года существовал гусарский отряд герцога Кингстона; после его расформирования бывшие гусары составили основу драгунского отряда герцога Камберленда.
Лёгкая кавалерия использовалась в основном там, где требовалась стремительность действий и мысли. Поэтому гусары и казаки так преуспели в партизанской войне. Рейды в тылу противника, засады, разорение обозов и складов, фуражировка, перехват гонцов, авангардные и арьергардные стычки, разведка боем — всё это прекрасно соответствовало лёгкой кавалерии. Иногда, используя эффект неожиданности, застав гарнизон врасплох, во время рейдов гусарам удавалось взять под контроль небольшие города, и однажды они даже взяли Берлин. Во время рейда гусарский полк разделялся на несколько дивизионов, действовавших самостоятельно. Нормой считался суточный переход в 60 км по ровной местности, совершавшийся с короткими остановками каждые полчаса при движении рысью. При этом особо успешными были рейды в лесных и горных районах. В связи с характером рейдов, в ходе которых у противника, включая недружественное население, изымалось всё ценное (что считалось не самовольным мародёрством, а организованной фуражировкой), гусары старались не попадать в плен к местному населению. В целях лучшего обзора гусары старались двигаться от одной возвышенности до другой.
В больших сражениях лёгкая кавалерия прикрывала свою конную артиллерию от вражеских рейдов или совершала рейды на конную артиллерию противника. Когда пехота противника бывала сломлена и в беспорядке бежала, её преследовала в первую очередь лёгкая кавалерия. В походе гусары, казаки и уланы осуществляли разведку и боевое охранение армии.
Нередко венгерские гусары, используя фланговый охват и эффект неожиданности, отваживались на атаки на численно превосходящего противника, считавшиеся в других армиях уделом кирасиров, а не лёгкой кавалерии. Для сравнения, в прусской армии основная атака производилась кирасирами (при возможном участии драгун), а роль гусар ограничивалась лишь фланговым охватом и последующим преследованием противника, более того, в прусской армии конца XVIII — начала XIX века считалось нормальным пожертвовать гусарами, для того чтобы противник, разрядив в них своё огнестрельное оружие, встретил атаку тяжёлой кавалерии будучи занят перезарядкой. При совместной атаке с кирасирами, принятой в прусской армии, пока кирасиры атаковали по фронту на мощных, но относительно медленных лошадях, гусары благодаря более быстрым лошадям успевали их обогнать и зайти во фланги противнику. В армии же Священной Римской империи венгерские гусары при взаимодействии с кирасирами не ограничивались фланговыми атаками, а могли непосредственно участвовать и поддерживать кирасирскую атаку, обеспечивая атакующей кавалерии локальный численный перевес. Например, в знаменитой битве при Колине, известной как первое поражение Фридриха Великого, исход сражения решила массированная кавалерийская атака, в которой наряду с кирасирами приняли участие и шесть гусарских полков. А с конца XVIII века подобное сопровождение венгерскими гусарами австрийских кирасир в атаку стала частой практикой.
В 1751 году в Священной Римской империи (в состав которой входила Венгрия) для гусар были введены единый устав нем. Regulanment und Ordun fuer gasammte k.k. Husaren Regimenter и единая униформа, включавшая ментик, доломан и гусарский головной убор (изначально из меха со свисающим с макушки куском ткани, впоследствии головной убор стал делаться из других материалов), взятая за образец другими странами и утвердившая классический образ гусара. Устав вводил регулярное денежное жалование и решал проблемы снабжения фуражом и продовольствием, предписывал обеспечение гусар жильём. Также была запрещена игра в карты, и основным способом проведения свободного времени у гусар явились танцы. Помимо прочего, была налажена служба полевых ветеринарных госпиталей нем. Field-Tier-Spaitaeler, немаловажная для сохранения боеспособности при длительных боевых действиях (для сравнения: армия Наполеона, имевшая лишь одного ветеринара на 500 лошадей, во время затянувшихся военных кампаний несла жесточайшие потери конского состава, к примеру, в 1812 году кавалерия Мюрата из 22 000 верховых лошадей лишь за первый месяц кампании потеряла 10 000).
В 1769 была проведена реформа, в ходе которой, помимо прочего, отказались от барабанов в пользу горнов, которыми трубили сигналы. Также в устав прописали особую важность конных патрулей и добавили построение колоннами. Появились в уставе также и требования по обязательному наличию у солдат мыла и ваксы.
Так как значительная часть рекрутов из Венгрии не могла похвастать хорошим знанием немецкого, на котором отдавались приказы, а в армии были необходимы и грамотные люди, владеющие письменным немецким, помимо собственно венгров, в гусарских полках Священной Римской империи служило заметное количество выходцев из Южной Германии. Поскольку в гусарские полки стали попадать люди, не привычные к верховой езде с детства, что было обычным для венгров, в частях велось обучение верховой езде. При этом служба в гусарах Священной Римской империи (а впоследствии Австро-Венгрии) выгодно отличалась от службы в пехоте наличием реальной возможности выслужиться из рядовых в офицеры. Правда, для реализации этой возможности требовалось обязательное наличие грамотности.
Помимо гусарской сабли, до конца XVIII века у обеспеченных гусар имелся и традиционный кончар с длиной клинка до 1,5 метров, известный в Священной Римской империи под немецким названием нем. Panzerstecher, и возившийся под седлом справа. По причине особо высоких требований к качеству стали и прочности при большой длине узкого клинка, стоивший примерно в шесть раз дороже обычной сабли. В отличие от предыдущей эпохи, когда кончаром старались поразить противника, одетого в латы (уколом в щели и сочленения доспехов), классические гусары применяли кончар в основном против турецкой конницы, всё ещё облачённой в кольчугу.
В экипировку гусар в качестве вспомогательного вооружения, помимо пары пистолетов, входил карабин, как правило, пускавшийся в дело, если бегущий противник пытался, остановившись, перестроиться для контратаки. Во время атаки карабины использовались на флангах построения эскадронами, осуществлявшими охват противника (ведя стрельбу примерно с приблизительно тридцати пяти метров), в то время как основные силы атаковали «в сабли». Как правило, стрельба, расстраивавшая ряды противника, начиналась ещё до того, как основные силы успевали врубиться саблями в противника. Считалось, что подобная тактика позволяет сокрушить превосходящего противника, а венгерский гусар — стоящим 20 обычных солдат. Для сравнения, в армии Фридриха Великого гусары также вели стрельбу для отражения контратаки, но сначала отступив за линию кирасир и выстроившись для стрельбы залпами, в то время как кирасиры встречали контратаку не стоя на месте, а встречной атакой. Однако при обычной атаке противника у Фридриха обстрел противника с флангов вели сами кирасиры (специально выделенные фланкеры с нарезными карабинами), а не гусары, атаковавшие во фланг с саблями.
К вспомогательному вооружению относились нарезные штуцеры, введённые в экипировку в 1788—1789 годах, ими вооружались наиболее меткие стрелки, выполнявшие роль снайперов — по австрийской терминологии егерей (нем. jäger). В эскадроне венгерских гусар (начиная с 1788 года) обычно имелось шесть гусар с нарезными штуцерами. Изначально в 1788 году гусар вооружили нарезным егерьским штуцером, но из-за большого веса (в 4,4 кг) уже в следующем 1789 году он был заменён на укороченный кавалерийский нарезной штуцер, сделанный по-прусскому образцу.
Имевшийся у части гусар топорик не считался оружием и предназначался для хозяйственных целей, так же как и серп и молот, полагавшиеся по одному на каждое отделение (дословно «товарищество» нем. Kameradschaft). Помимо небольших хозяйственных предметов отделение также возило с собой, а не в отдельном обозе — палатку, котелок и несколько бочонков.
Сходство внешнего вид гусар разных армий, одевавшихся не в цвет мундира своей армии, иногда приводило к казусам, когда войска из-за похожего внешнего вида путали своих гусар с чужими. Так например, 1745 году прусские гусары под командованием Ганса Иоахима фон Цитена просто прошли без единого выстрела через австрийскую армию, принявшую их за своих гусар. При том, что в армии Священной Римской империи бо́льшая часть солдат была одета в белую униформу, гусары были одеты в красный, зелёный, голубой, чёрный с жёлтым кивером, чёрный ментик с красными штанами, чёрный ментик с голубыми штанами. А в прусской армии большая часть солдат была одета в чёрную униформу, но гусары были одеты в зелёный, красный, белый, чёрный, коричневый, жёлтый.

## Гусары в России

### ДоПетра I
В России о гусарских ротах как о войске «Нового (иноземного) строя» упоминается в 1634 году. К 1654 году эти роты были развернуты в полк под командой полковника Христофора Рыльского. Весной 1654 гусарский полк Рыльского торжественно выступает из Москвы, но уже через год пропадает из документов. Вероятно, они не оправдали себя и были переведены в рейтарский строй.

У нашего великого государя, против его государских недругов, рать собирается многая и несчётная, а строения бывает разного:

многие тысячи копейных рот устроены гусарским строем;

другие многие тысячи копейных рот устроены гусарским, конным, с огненным боем, рейтарским строем;

…

То у нашего великого Государя ратное строение.— Описание Русского войска, данное Козимо Медичи, во Флоренции, стольником И. И. Чемодановым (посол в Венеции), в 1656 году.
В сентябре 1660 года гусарские роты организует в Новгородском разряде князь Иван Хованский. Эти роты великолепно проявили себя в боях русско-польской войны и в августе 1661 были развернуты в полк, который из Оружейной палаты получил «гусарские древки» (копья) и доспехи.
В дневнике Гордона говорится о 3 ротах гусар, участвовавших в Кожуховском походе 1694 г. Последнее упоминание гусар этой организации приходится на 1701 год, когда гусары были призваны в Новгородский драгунский полк.
Выше было сказано, что русские гусары, возглавлявшиеся в 1654 году полковником Христофором Рыльским, носили крылья. В Оружейной палате сохранился русский гусарский доспех XVII века. Русские гусары могли снабжаться и рейтарским доспехом. Так, например, поступил князь Хованский в 1661 году, когда он не успел получить гусарские латы. Как писал князь: «360 лат у меня в полк приняты. Из этого числа отдано гусаром 91 латы, по нужде на время, покамест по Твоему (царскому) указу присланы будут ко мне гусарские латы, а остальные 269 латы отданы в полк полковника Давыда Зыбина рейтарам… А гусарские латы и шишаки ко мне в полк июля по 7 число не бывали, а гусаром без лат и шишаков и без наручней отнюдь нельзя быть».

### ПослеПетра I
В апреле 1707 г. Петр I поручил сербскому полковнику Апостолу Кичичу сформировать полк гусар из проживавших в Южной России волошских, сербских и других южнославянских выходцев. В результате была сформирована так называемая Волошская хоронгвь. Ко времени Прутского похода 1711 г. число волошских полков увеличилось до шести. После похода эти полки были переформированы в два гусарских полка. В дальнейшем на русской службе было оставлено 1500 волошских гусар, из которых сформировали три полка: Апостола Кичича, Василия Танского, Сербина. Они просуществовали до 1721 г., когда были расформированы (Рабинович М.Д. Полки Петровской армии 1698-1725. М., 1977: http://www.adjudant.ru/petr/rab01.htm
По учреждении Петром Великим регулярной армии гусары исчезли до 1723, когда государь приказал формировать (охотой) гусарские полки из сербов — выходцев из Австрии, сохранив им то жалованье, которое они получали в Австрии, и поселить на Украине.
При императрице Анне Иоанновне Миних опять занялся вербовкой гусар из иммигрантов — (сербов, венгерцев, валахов, грузинских князей и дворян) — с целью образовать из них пограничное войско иррегулярного строя.
При Анне Леопольдовне Миних преобразовал все гусарские части в 5 поселенных гусарских полков (сербский, грузинский, молдавский, валашский и венгерский).
При Елизавете (1751) полковнику И. С. Хорвату, выходцу из Австрии, поручено было сформировать из сербов один гусарский полк в 4 тысячи сабель, который был поселен на правом берегу Днепра в так называемой Ново-Сербии; в 1752 году было образовано ещё два таких же полка, а для защиты нового поселения построена крепость Святой Елисаветы.
В 1754 году на российскую службу поступили сербы Райко Прерадович и Иван Шевич со значительным числом их одноплеменников; им указано было поселиться между Бахмутом и Луганском (Славяно-Сербия) и образовать 2 гусарских полка по 1 тысяче человек в каждом, которые в 1764 году были объединены в один — Бахмутский гусарский полк.
В 1756 году из слободских казаков сформирован слободской гусарский полк, а затем ещё два, из выходцев из Македонии и Болгарии, которые в 1761 году сведены были в один, македонский.
В 1760 году был образован ещё жёлтый гусарский полк. Всего к 1761 году в России было 12 гусарских полков.
К началу 1780-х годов известно о 16 гусарских полках (Острожский, Изюмский, Сумской, Харьковский, Ахтырский, Украинский, Белорусский, Македонский, Далматский, Венгерский, Молдавский, Сербский, Болгарский, Иллирический, Воложский, Славянский).
При Екатерине II после различных преобразований гусарские полки в 1783-1784 годах были переименованы в легкоконные.
С 1788 года в очередной раз начинается учреждение гусарских полков, первыми стали гусарскими Воронежский и Ольвиопольский Легкоконные полки. К Отечественной войне 1812 года их было уже 12, а к 1833 году — 14, не считая двух гвардейских.
После переформирования кавалерии 17 декабря 1812 года, все гусарские полки были сведены в три гусарские дивизии:
- 1-я гусарская дивизия
  - Гродненский гусарский полк
  - Елизаветградский гусарский полк
  - Изюмский гусарский полк
  - Сумской гусарский полк
- 2-я гусарская дивизия
  - Александрийский гусарский полк
  - Ахтырский гусарский полк
  - Иркутский гусарский полк
  - Мариупольский гусарский полк
- 3-я гусарская дивизия
  - Белорусский гусарский полк
  - Лубенский гусарский полк
  - Ольвиопольский гусарский полк
  - Павлоградский гусарский полк

В 1882 году гусарские армейские полки были преобразованы в драгунские, и к началу XX века в России осталось только 2 гвардейских гусарских полка: лейб-гвардии Его Величества и лейб-гвардии Гродненский.
В 1907 после поражения в войне с Японией, Николай II решает возродить боевой дух Русской армии. Гусарским полкам возвращают прежние названия и мундиры образца 1870-х годов. Таким образом, к 2-м гвардейским гусарским полкам по состоянию на 1 января 1914 добавился возрождённый Сумской гусарский полк, входивший в гренадерский корпус, и 17 армейских гусарских полков, получивших сквозные номера со 2-го по 18-й.

### Гусары в РККА
Из 17-го гусарского Черниговского полка, ушедшего с фронта Первой мировой войны в конце 1917 г., выделилась значительная часть гусар, постановивших продолжать драться с немцами. Этот отряд отступал к Нарве, по дороге оказывая сопротивление врагу. В честь этих боёв отряд получил наименование Нарвского красногусарского полка. Он особо отличился во время летнего наступления 1919 г. на Восточном фронте. В марте 1919 г. Нарвский партизанский кавалерийский красногусарский отряд был выведен в город Глазов для пополнения и переформирования. Здесь в его состав были переданы эскадроны Тейковского и Замоскворецкого кавалерийских полков. 1 апреля 1919 г. вновь созданная часть получила наименование полка Красных гусар (55-й Красногусарский полк).
Из старослужащих 14-го гусарского Митавского полка весной 1918 г. был создан гусарский партизанский отряд в составе Лужского отряда войск «завесы» РККА. Весной 1918 г. в Лугу из Петрограда был переброшен отряд имени Володарского. В качестве конницы в его состав были включены бывшие митавские гусары. В августе 1918 г. отправленный на Восточный фронт отряд был реорганизован в батальон им. Володарского в составе трёх рот, батареи и гусарского эскадрона.

### Гусары в Белой армии
В гражданскую войну весной-летом 1918 года кадр 17-го гусарского Черниговского полка вошёл в состав 1-го конного генерала Алексеева полка Добровольческой армии. 22 марта 1919 года был сформирован Черниговский гусарский дивизион. С 1 августа 1919 года Черниговский дивизион включён в состав Сводно-гусарского полка 1-й кавалерийской дивизии. К концу 1919 года Черниговцы составляли уже 4 эскадрона и пулемётную команду и должны были полностью восстановить полк, но тяжёлые бои и большие потери привели к тому, что в апреле 1920 года составляли один пеший эскадрон совместно с изюмцами в составе 3-го кавалерийского полка. В Галлиполи черниговцы составляли отдельный эскадрон 2 конного полка.
Также летом 1918 года 5-й гусарский Александрийский полк был возрождён как Самарский гусарский полк в составе Добровольческой армии.

### Форма и снаряжение гусар в Российской империи
Поздняя классическая русская гусарская форма и снаряжение заимствовали много элементов из венгерской гусарской формы, и включали в себя:
- Доломан — короткая (до талии) однобортная куртка со стоячим воротником и шнурами, на которую накидывался ментик
- Кивер — с султаном, шнурами (этишкетами) и репейком. С 1803 г. До этого — Шапка.
- Кушак с гомбами (перехватами)
- Ментик — короткая куртка (со шнурами), обшитая мехом, надевалась поверх доломана
- Портупея
- Рейтузы (Чакчиры)
- Сабля
- Сапоги (Ботики) — низкие
- Хорскок — убор для гусарских лошадей
- Ташка — сумка
- Этишкет — шнур с кистями на кивере
- Пара пистолетов

Все обильно украшалось галунами, шнурами, бахромой и тесьмой.
| Полк                 | Доломан | Воротник | Обшлага | Ментик | Чакчиры | Ташка | Обкладка ташки | Чепрак | Обкладка чепрака | Приборный металл |
| Лейб-Гусарский       |         |          |         |        |         |       |                |        |                  |                  |
| Ахтырский (12)       |         |          |         |        |         |       |                |        |                  |                  |
| Изюмский (11)        |         |          |         |        |         |       |                |        |                  |                  |
| Сумской (1)          |         |          |         |        |         |       |                |        |                  |                  |
| Елизаветградский (3) |         |          |         |        |         |       |                |        |                  |                  |
| Мариупольский (4)    |         |          |         |        |         |       |                |        |                  |                  |
| Белорусский (7)      |         |          |         |        |         |       |                |        |                  |                  |
| Александрийский (5)  |         |          |         |        |         |       |                |        |                  |                  |
| Павлоградский (2)    |         |          |         |        |         |       |                |        |                  |                  |
| Лубенский (8)        |         |          |         |        |         |       |                |        |                  |                  |
| Гродненский          |         |          |         |        |         |       |                |        |                  |                  |
| Ольвиопольский       |         |          |         |        |         |       |                |        |                  |                  |
| Иркутский (16)       |         |          |         |        |         |       |                |        |                  |                  |

### Галерея
- Ахтырский полк
- Изюмский полк
- Сумской полк
- Елисаветградский полк
- Мариупольский полк
- Белорусский полк
- Александрийский полк
- Павлоградский полк
- Лубенский полк
- Гродненский полк
- Ольвиопольский полк
- Иркутский полк

Сформированы после 1812:
- «старый» Гродненский гусарский полк перенаименован в Клястицкий 6-й гусарский полк
- Лейб-гвардии Гродненский гусарский полк
- Киевский 9-й гусарский полк
- Ингерманландский 10-й гусарский полк
- Нарвский 13-й гусарский полк
- Митавский 14-й гусарский полк
- Украинский 15-й гусарский полк
- Черниговский 17-й гусарский полк
- Нежинский 18-й гусарский полк